# Saturn Award du meilleur film à petit budget
Le Saturn Award du meilleur film à petit budget (initialement appelé Saturn Award for Best Film Produced for Under $1,000,000 en 1980 puis Saturn Award for Best Low-Budget Film à partir de 1981) est une récompense cinématographique décernée de 1980 à 1983 par l'Académie des films de science-fiction, fantastique et horreur (Academy of Science Fiction Fantasy & Horror Films).

## Palmarès
Note : L'année indiquée est celle de la cérémonie, récompensant les films sortis au cours de l'année précédente.

### Années 1980
- 1980 : La Planète des dinosaures (Planet of Dinosaurs)
  - The Clonus Horror
- 1981 : Scared to Death
  - Forbidden Zone
  - Human Experiments
  - Maniac
  - L'Ange de la vengeance (Ms. 45)
- 1982 : Fear No Evil
  - Alice, Douce Alice (Alice, Sweet Alice)
  - Madman
  - À la limite du cauchemar (Night Warning)
  - Les Secrets de l'invisible (The Unseen)
- 1983 : Evil Dead
  - Androïde (Android)
  - Eating Raoul
  - Mutant (Forbidden World)
  - Nuit noire (One Dark Night)